# Egon Schein
Egon Schein (ur. 20 stycznia 1912 w Kilonii, zm. 14 lutego 1977 w Hamburgu) – niemiecki lekkoatleta sprinter, mistrz Europy z 1934.
Na mistrzostwach Europy w 1934 w Turynie został mistrzem Europy w biegu sztafetowym 4 × 100 metrów (skład niemieckiej sztafety: Schein, Erwin Gillmeister, Gerd Hornberger i Erich Borchmeyer). Na tych samych mistrzostwach zajął 5. miejsce w finale biegu na 200 metrów. Na igrzyskach olimpijskich w 1936 w Berlinie odpadł w ćwierćfinale biegu na 200 metrów.
Był mistrzem Niemiec w biegu na 200 metrów w 1934 i 1936 oraz wicemistrzem w 1933; w biegu 100 metrów był wicemistrzem w 1934 i brązowym medalistą w 1933; zwyciężył w sztafecie 4 × 400 metrów w 1931, 1933 i 1934.

## Rekord życiowy
- 200 m – 21,4 s. (1933)[1]